# Tony Award alla miglior attrice protagonista in un musical
Il Tony Award alla migliore attrice protagonista in un musical (Tony Award for Best Performance by a Leading Actress in a Musical) è una categoria del Tony Award, e un premio che dal 1948 celebra le migliori attrici che hanno ricoperto un ruolo da protagonista di musical nuovo o revival a Broadway. Dopo il 1956 cominciarono ad essere pubblicati anche i nomi delle artiste candidate.

## Vincitrici e candidate

### Anni 1940
- 1948: Grace Hartman – Angel in the Wings nel ruolo di vari personaggi
  - Nessuna nominata

- 1949: Nanette Fabray – Love Life nel ruolo di Susan Cooper
  - Nessuna nominata

### Anni 1950
- 1950: Mary Martin – South Pacific nel ruolo di Ensign Nellie Forbush
  - Nessuna nominata
- 1951: Ethel Merman – Chiamatemi Madame nel ruolo di Mrs. Sally Adams
  - Nessuna nominata
- 1952: Gertrude Lawrence – The King and I nel ruolo di Anna Leonowens
  - Nessuna nominata
- 1953: Rosalind Russell – Wonderful Town nel ruolo di Ruth Sherwood
  - Nessuna nominata
- 1954: Dolores Gray – Carnival in Flanders nel ruolo di Cornelia
  - Nessuna nominata
- 1955: Mary Martin – Peter Pan nel ruolo di Peter Pan
  - Nessuna nominata

- 1956: Gwen Verdon – Damn Yankees nel ruolo di Lola
  - Carol Channing – The Vamp
  - Nancy Walker – Phoenix '55
- 1957: Judy Holliday – Bells Are Ringing nel ruolo di Ella Peterson
  - Julie Andrews – My Fair Lady
  - Ethel Merman – Happy Hunting
- 1958: Thelma Ritter – New Girl in Town nel ruolo di Marthy e Gwen Verdon – New Girl in Town nel ruolo di Anna
  - Lena Horne – Jamaica
  - Beatrice Lillie – Ziegfeld Follies
- 1959: Gwen Verdon – Redhead nel ruolo di Essie Whimple
  - Miyoshi Umeki – Flower Drum Song

### Anni 1960
- 1960: Mary Martin – The Sound of Music as Maria Rainer
  - Carol Burnett – Once Upon a Mattress
  - Dolores Gray – Destry Rides Again
  - Eileen Herlie – Take Me Along
  - Ethel Merman – Gypsy
- 1961: Elizabeth Seal – Irma la douce nel ruolo di Irma-La-Douce
  - Julie Andrews – Camelot
  - Carol Channing – Show Girl
  - Nancy Walker – Do Re Mi
- 1962: Anna Maria Alberghetti – Carnival! nel ruolo di Lili e Diahann Carroll – No Strings nel ruolo di Barbara Woodruff
  - Molly Picon – Milk and Honey
  - Elaine Stritch – Sail Away
- 1963: Vivien Leigh – Tovarich nel ruolo di Tatiana
  - Georgia Brown – Oliver!
  - Nanette Fabray – Mr. President
  - Sally Ann Howes – Brigadoon
- 1964: Carol Channing – Hello, Dolly! nel ruolo di Mrs. Dolly Gallagher Levi
  - Beatrice Lillie – High Spirits
  - Barbra Streisand – Funny Girl
  - Inga Swenson – 110 in the Shade

- 1965: Liza Minnelli – Flora the Red Menace nel ruolo di Flora
  - Elizabeth Allen – Do I Hear a Waltz?
  - Nancy Dussault – Bajour
  - Inga Swenson – Baker Street
- 1966: Angela Lansbury – Mame nel ruolo di Mame Dennis
  - Barbara Harris – On a Clear Day You Can See Forever
  - Julie Harris – Skyscraper
  - Gwen Verdon – Sweet Charity
- 1967: Barbara Harris – The Apple Tree nel ruolo di Eve, Princess Barbára, and Ella and Passionella
  - Lotte Lenya – Cabaret nel ruolo di Fraulein Schneider
  - Mary Martin – I Do! I Do!
  - Louise Troy – Walking Happy
- 1968: Patricia Routledge – Darling of the Day nel ruolo di Alice Challice and Leslie Uggams – Hallelujah, Baby! nel ruolo di Georgina
  - Melina Merkouri – Illya Darling
  - Brenda Vaccaro – How Now, Dow Jones
- 1969: Angela Lansbury – Dear World nel ruolo di Countess Aurelia, the Madwoman of Chaillot
  - Maria Karnilova – Zorba
  - Dorothy Loudon – The Fig Leaves Are Falling
  - Jill O'Hara – Promises, Promises

### Anni 1970
- 1970: Lauren Bacall – Applause nel ruolo di Margo Channing
  - Katharine Hepburn – Coco
  - Dilys Watling – Georgy
- 1971: Helen Gallagher – No, No Nanette nel ruolo di Lucille Early
  - Susan Browning – Company
  - Sandy Duncan – The Boy Friend
  - Elaine Stritch – Company
- 1972: Alexis Smith – Follies nel ruolo di Phyllis Rogers Stone
  - Jonelle Allen – Two Gentlemen of Verona
  - Dorothy Collins – Follies
  - Mildred Natwick – 70, Girls, 70
- 1973: Glynis Johns – A Little Night Music nel ruolo di Desiree Armfeldt
  - Leland Palmer – Pippin
  - Debbie Reynolds – Irene
  - Marcia Rodd – Shelter
- 1974: Virginia Capers – Raisin nel ruolo di Lena Younger
  - Carol Channing – Lorelei
  - Michele Lee – Seesaw

- 1975: Angela Lansbury – Gypsy nel ruolo di Rose
  - Lola Falana – Doctor Jazz
  - Bernadette Peters – Mack and Mabel
  - Ann Reinking – Goodtime Charley
- 1976: Donna McKechnie – A Chorus Line nel ruolo di Casdisie
  - Vivian Reed – Bubbling Brown Sugar
  - Chita Rivera – Chicago
  - Gwen Verdon – Chicago
- 1977: Dorothy Loudon – Annie nel ruolo di Miss Hannigan
  - Clamma Dale – Porgy and Bess
  - Ernestine Jackson – Guys and Dolls
  - Andrea McArdle – Annie
- 1978: Liza Minnelli – The Act nel ruolo di Michelle Craig
  - Madeline Kahn – On the Twentieth Century
  - Eartha Kitt – Timbuktu!
  - Frances Sternhagen – Angel
- 1979: Angela Lansbury – Sweeney Todd: The Demon Barber of Fleet Street nel ruolo di Mrs. Lovett
  - Tovah Feldshuh – Sarava
  - Dorothy Loudon – Ballroom
  - Alexis Smith – Platinum

### Anni 1980
- 1980: Patti LuPone – Evita nel ruolo di Evita Perón
  - Christine Andreas – Oklahoma! nel ruolo di Laurey
  - Sandy Duncan – Peter Pan nel ruolo di Peter Pan
  - Ann Miller – Sugar Babies nel ruolo di Ann
- 1981: Lauren Bacall – Woman of the Year nel ruolo di Tess Harding
  - Meg Bussert – Brigadoon nel ruolo di Fiona MacLaren
  - Chita Rivera – Bring Back Birdie nel ruolo di Rose
  - Linda Ronstadt – The Pirates of Penzance nel ruolo di Mabel
- 1982: Jennifer Holliday – Dreamgirls nel ruolo di Effie Melody White
  - Lisa Mordente – Marlowe nel ruolo di Emilia Bossano
  - Mary Gordon Murray – Little Me nel ruolo di Belle Poitrine
  - Sheryl Lee Ralph – Dreamgirls nel ruolo di Deena Jones
- 1983: Natalija Makarova – On Your Toes nel ruolo di Vera Barnova
  - Lonette McKee – Show Boat nel ruolo di Julie
  - Chita Rivera – Merlin nel ruolo di The Queen
  - Twiggy – My One and Only nel ruolo di Edith Herbert
- 1984: Chita Rivera – The Rink nel ruolo di Anna
  - Rhetta Hughes – Amen Corner nel ruolo di Margaret Alexander
  - Liza Minnelli – The Rink nel ruolo di Angel
  - Bernadette Peters – Sunday in the Park with George nel ruolo di Dot/Marie

- 1986: Bernadette Peters – Song and Dance nel ruolo di Emma
  - Debbie Allen – Sweet Charity nel ruolo di Charity Hope Valentine
  - Cleo Laine – Drood nel ruolo di The Princess Puffer/Miss Angela Prysock
  - Chita Rivera – Jerry's Girls nel ruolo di performer
- 1987: Maryann Plunkett – Me and My Girl nel ruolo di Sally Smith
  - Catherine Cox – Oh Coward! nel ruolo di performer
  - Teresa Stratas – Rags nel ruolo di Rebecca Hershkowitz
- 1988: Joanna Gleason – Into the Woods nel ruolo di Baker's Wife
  - Alison Fraser – Romance/Romance nel ruolo di Josefine/Monica
  - Judy Kuhn – Chess nel ruolo di Florence
  - Patti LuPone – Anything Goes nel ruolo di Reno Sweeney
- 1989: Ruth Brown – Black and Blue nel ruolo di vari personaggi
  - Charlotte d'Amboise – Jerome Robbins' Broadway nel ruolo di vari personaggi
  - Linda Hopkins – Black and Blue nel ruolo di Singer
  - Sharon McNight – Starmites nel ruolo di Diva

### Anni 1990
- 1990: Tyne Daly – Gypsy nel ruolo di Rose
  - Georgia Brown – Threepenny Opera nel ruolo di Mrs. Peachum
  - Beth Fowler – Sweeney Todd nel ruolo di Mrs. Lovett
  - Liliane Montevecchi – Grand Hotel nel ruolo di Elizaveta Grushinskaya
- 1991: Lea Salonga – Miss Saigon nel ruolo di Kim
  - June Angela – Shogun: The Musical nel ruolo di Lady Mariko
  - Dee Hoty – The Will Rogers Follies nel ruolo di Betty Blake
  - Cathy Rigby – Peter Pan nel ruolo di Peter Pan
- 1992: Faith Prince – Guys and Dolls nel ruolo di Miss Adelaide
  - Jodi Benson – Crazy for You nel ruolo di Polly
  - Josie de Guzman – Guys and Dolls nel ruolo di Sarah Brown
  - Sophie Hayden – The Most Happy Fella nel ruolo di Rosabella
- 1993: Chita Rivera – Kiss of the Spider Woman nel ruolo di Spider Woman / Aurora
  - Ann Crumb – Anna Karenina nel ruolo di Anna Karenina
  - Stephanie Lawrence – Blood Brothers nel ruolo di Mrs. Johnstone
  - Bernadette Peters – The Goodbye Girl nel ruolo di Paula McFadden
- 1994: Donna Murphy – Passion nel ruolo di Fosca
  - Susan Egan – Beauty and the Beast nel ruolo di Belle
  - Dee Hoty – The Best Little Whorehouse Goes Public nel ruolo di Mona
  - Judy Kuhn – She Loves Me nel ruolo di Amalia Balnelas

- 1995: Glenn Close – Sunset Boulevard nel ruolo di Norma Desmond
  - Rebecca Luker – Show Boat nel ruolo di Magnolia
- 1996: Donna Murphy – The King and I nel ruolo di Anna Leonowens
  - Julie Andrews – Victor/Victoria (ha rifiutato il premio) nel ruolo di Victor/Victoria
  - Crista Moore – Big: The Musical nel ruolo di Susan
  - Daphne Rubin-Vega – Rent nel ruolo di Mimi Márquez
- 1997: Bebe Neuwirth – Chicago nel ruolo di Velma Kelly
  - Pamela Isaacs – The Life nel ruolo di Queen
  - Tonya Pinkins – Play On! nel ruolo di Lady Liv
  - Karen Ziemba – Steel Pier nel ruolo di Rita Racine
- 1998: Natasha Richardson – Cabaret nel ruolo di Sally Bowles
  - Betty Buckley – Triumph of Love nel ruolo di Hesione
  - Marin Mazzie – Ragtime nel ruolo di Mother
  - Alice Ripley and Emily Skinner – Side Show nel ruolo di Violet and Daisy Hilton
- 1999: Bernadette Peters – Annie Get Your Gun nel ruolo di Annie Oakley
  - Carolee Carmello – Parade nel ruolo di Lucille Frank
  - Dee Hoty – Footloose nel ruolo di Vi Moore
  - Siân Phillips – Marlene nel ruolo di Marlene Dietrich

### Anni 2000
- 2000: Heather Headley – Aida nel ruolo di Aida
  - Toni Collette – The Wild Party nel ruolo di Queenie
  - Rebecca Luker – The Music Man nel ruolo di Marian Paroo
  - Marin Mazzie – Kiss Me, Kate nel ruolo di Lilli/Katharine
  - Audra McDonald – Marie Christine nel ruolo di Marie Christine
- 2001: Christine Ebersole – 42nd Street nel ruolo di Dorothy Brock
  - Blythe Danner – Follies nel ruolo di Phyllis
  - Randy Graff – A Class Act nel ruolo di Sophie
  - Faith Prince – Bells Are Ringing nel ruolo di Ella Peterson
  - Marla Schaffel – Jane Eyre nel ruolo di Jane Eyre
- 2002: Sutton Foster – Thoroughly Modern Millie nel ruolo di Millie Dillmount
  - Louise Pitre – Mamma Mia! nel ruolo di Donna Sheridan
  - Vanessa Williams – Into the Woods nel ruolo di the Witch
  - Nancy Opel – Urinetown nel ruolo di Penelope Pennywise
  - Jennifer Laura Thompson – Urinetown nel ruolo di Hope Cladwell
- 2003: Marissa Jaret Winokur – Hairspray nel ruolo di Tracy Turnblad
  - Melissa Errico – Amour nel ruolo di Isabelle
  - Mary Elizabeth Mastrantonio – Man of La Mancha nel ruolo di Aldonza/Dulcinea
  - Elizabeth Parkinson – Movin' Out nel ruolo di Brenda
  - Bernadette Peters – Gypsy nel ruolo di Rose
- 2004: Idina Menzel – Wicked nel ruolo di Elphaba
  - Kristin Chenoweth – Wicked nel ruolo di Glinda
  - Stephanie D'Abruzzo – Avenue Q nel ruolo di Kate Monster/Lucy the Slut
  - Donna Murphy – Wonderful Town nel ruolo di Ruth Sherwood
  - Tonya Pinkins – Caroline, or Change nel ruolo di Caroline Thibodeaux

- 2005: Victoria Clark – The Light in the Piazza nel ruolo di Margaret Johnson
  - Christina Applegate – Sweet Charity nel ruolo di Charity Hope Valentine
  - Erin Dilly – Chitty Chitty Bang Bang nel ruolo di Truly Scrumptious
  - Sutton Foster – Little Women nel ruolo di Jo March
  - Sherie Rene Scott – Dirty Rotten Scoundrels nel ruolo di Christine Colgate
- 2006: LaChanze – The Color Purple nel ruolo di Celie
  - Sutton Foster – The Drowsy Chaperone nel ruolo di Janet Van De Graaff
  - Patti LuPone – Sweeney Todd nel ruolo di Mrs. Lovett
  - Kelli O'Hara – The Pajama Game nel ruolo di Babe Williams
  - Chita Rivera – Chita Rivera: The Dancer's Life nel ruolo di sé stessa
- 2007: Christine Ebersole – Grey Gardens nel ruolo di Edith Bouvier Beale
  - Laura Bell Bundy – Legally Blonde nel ruolo di Elle Woods
  - Audra McDonald – 110 in the Shade nel ruolo di Lizzie Curry
  - Debra Monk – Curtains nel ruolo di Carmen Bernstein
  - Donna Murphy – LoveMusik nel ruolo di Lotte Lenya
- 2008: Patti LuPone – Gypsy nel ruolo di Rose
  - Kerry Butler – Xanadu nel ruolo di Clio
  - Kelli O'Hara – South Pacific nel ruolo di Nellie Forbush
  - Faith Prince – A Catered Affair nel ruolo di Aggie Hurley
  - Jenna Russell – Sunday in the Park with George nel ruolo di Dot
- 2009: Alice Ripley – Next to Normal nel ruolo di Diana Goodman
  - Stockard Channing – Pal Joey nel ruolo di Vera Simpson
  - Sutton Foster – Shrek the Musical nel ruolo di Princess Fiona
  - Allison Janney – 9 to 5 nel ruolo di Violet Newstead
  - Josefina Scaglione – West Side Story nel ruolo di Maria

### Anni 2010
- 2010: Catherine Zeta-Jones – A Little Night Music nel ruolo di Desiree Armfeldt
  - Kate Baldwin – Finian's Rainbow nel ruolo di Sharon
  - Montego Glover – Memphis nel ruolo di Felicia
  - Christiane Noll – Ragtime nel ruolo di Mother
  - Sherie Rene Scott – Everyday Rapture nel ruolo di Sherie
- 2011: Sutton Foster – Anything Goes nel ruolo di Reno Sweeney
  - Beth Leavel – Baby It's You! nel ruolo di Florence Greenberg
  - Patina Miller – Sister Act nel ruolo di Deloris Van Cartier
  - Donna Murphy – The People in the Picture nel ruolo di Raisel / Bubbie
- 2012: Audra McDonald – Porgy and Bess nel ruolo di Bess
  - Laura Osnes – Bonnie and Clyde nel ruolo di Bonnie Parker
  - Jan Maxwell – Follies nel ruolo di Phyllis Rogers Stone
  - Cristin Milioti – Once nel ruolo di Girl
  - Kelli O'Hara – Nice Work If You Can Get It nel ruolo di Billie Bendix
- 2013: Patina Miller – Pippin nel ruolo di Leading Player
  - Stephanie J. Block – The Mystery of Edwin Drood
  - Carolee Carmello – Scandalous
  - Valisia LeKae – Motown: The Musical
  - Laura Osnes – Rodgers & Hammerstein's Cinderella
- 2014:Jessie Mueller – Beautiful: The Carole King Musical nel ruolo di Carole King
  - Mary Bridget Davies – A Night with Janis Joplin nel ruolo di Janis Joplin
  - Sutton Foster - Violet nel ruolo di Violet Karl
  - Idina Menzel – If/Then nel ruolo di Elizabeth Vaughan
  - Kelli O'Hara – The Bridges of Madison County nel ruolo di Francesca Johnson

- 2015: Kelli O'Hara – The King and I nel ruolo di Anna Leonowens
  - Kristin Chenoweth – On the Twentieth Century nel ruolo di Lily Garland
  - Leanne Cope – An American in Paris nel ruolo di Lise Dassin
  - Beth Malone – Fun Home nel ruolo di Alison Bechdel
  - Chita Rivera – The Visit nel ruolo di Claire Zachannassian
- 2016: Cynthia Erivo – The Color Purple nel ruolo di Celie Harris Johnson
  - Laura Benanti – She Loves Me nel ruolo di Amalia Balash
  - Carmen Cusack – Bright Star nel ruolo di Alice Murphy
  - Jessie Mueller – Waitress nel ruolo di Jenna Hunterson
  - Phillipa Soo – Hamilton nel ruolo di Elizabeth Schuyler Hamilton
- 2017: Bette Midler - Hello, Dolly! nel ruolo di Dolly Gallagher Levi
  - Denée Benton - Natasha, Pierre & The Great Comet of 1812 nel ruolo di Nataša Rostova
  - Christine Ebersole - War Paint nel ruolo di Elizabeth Arden
  - Patti LuPone - War Paint nel ruolo di Helena Rubinsten
  - Eva Noblezada - Miss Saigon nel ruolo di Kim
- 2018: Katrina Lenk - The Band's Visit nel ruolo di Dina
  - Lauren Ambrose - My Fair Lady nel ruolo di Eliza Doolittle
  - Hailey Kilgore - Once On This Island nel ruolo di Ti Moune
  - LaChanze - Summer: The Donna Summer Musical nel ruolo di Donna Summer
  - Taylor Louderman - Mean Girl nel ruolo di Regina George
  - Jessie Mueller - Carousel nel ruolo di Julie Jordan
- 2019: Stephanie J. Block - The Cher Show nel ruolo di Star
  - Caitlin Kinnunen	- The Prom nel ruolo di Emma Nolan
  - Beth Leavel - The Prom nel ruolo di Dee Dee Allen
  - Eva Noblezada - Hadestown nel ruolo di Euridice
  - Kelli O'Hara - Kiss Me, Kate nel ruolo di Lilli Vanessi / Katharine

### Anni 2020
- 2020: Adrienne Warren - Tina - The Tina Turner Musial nel ruolo di Tina Turner
  - Karen Olivo - Moulin Rouge! nel ruolo di Satin
  - Elizabeth Stanley - Jagged Little Pill nel ruolo di Mary Jane "M.J." Healy
- 2022: Joaquina Kalukango - Paradise Square nel ruolo di Annabelle "Nelly" Freeman
  - Sharon D. Clarke - Caroline, or Change nel ruolo di Caroline Thibedeaux
  - Carmen Cusack - Flying Over Sunset nel ruolo di Clare Boothe Luce
  - Sutton Foster - The Music Man nel ruolo di Marian Paroo
  - Mare Winningham - Girl From The North Country nel ruolo di Elizabeth Laine
- 2023: Victoria Clark - Kimberly Akimbo nel ruolo di Kimberly Akimbo
  - Annaleigh Ashford - Sweeney Todd: The Demon Barber of Fleet Street nel ruolo di Mrs Lovett
  - Sara Bareilles - Into the Woods nel ruolo della Moglie del Panettiere
  - Lorna Courtney - & Juliet nel ruolo di Giulietta
  - Micaela Diamond - Parade nel ruolo di Lucille Frank
- 2024: Maleah Joi Moon - Hell's Kitchen nel ruolo di Ali
  - Eden Espinosa - Lempicka nel ruolo di Tamara de Lempicka
  - Kelli O'Hara - Days of Wine and Roses nel ruolo di Kirsten Arnesen-Clay
  - Maryann Plunkett - The Notebook nel ruolo di Allison "Allie" Calhoun da vecchias
  - Gayle Rankin - Cabaret nel ruolo di Sally Bowles
- 2025:
  - Megan Hilty – Death Becomes Her nel ruolo di Madeline Ashton
  - Audra McDonald – Gypsy nel ruolo di Rose
  - Jasmine Amy Rogers – Boop! The Musical as Betty Boop
  - Nicole Scherzinger – Sunset Boulevard nel ruolo di Norma Desmond
  - Jennifer Simard – Death Becomes Her nel ruolo di Helen Sharp

## Attrici più premiate
- Angela Lansbury (4)
- Mary Martin (3)
- Gwen Verdon (3)
- Lauren Bacall (2)
- Victoria Clark (2)
- Christine Ebersole (2)
- Sutton Foster (2)
- Patti LuPone (2)
- Liza Minnelli (2)
- Donna Murphy (2)
- Bernadette Peters (2)
- Chita Rivera (2)